# Idiorritmico
Idiorritmico (dal greco idios "proprio", "privato", e rythmòs "ordine", "regola") è un tipo di vita monastica tipica dei monasteri ortodossi di Monte Athos. Questi monasteri si reggono su regole di vita che permettono ai singoli monaci la proprietà privata. La vita si svolge in gruppi o famiglie monastiche separate. La famiglia si compone di un gruppo ristretto di monaci (cinque o sei) riuniti attorno a un presidente (proestòs) che, come un capo-famiglia, deve provvedere con le proprie risorse al sostentamento del gruppo. Da parte del monastero vengono forniti solo beni di prima necessità quali la farina, il vino, l'olio e la legna; il presidente deve pensare al resto. Questo comporta la necessità per il presidente di possedere dei beni propri tali da poter far fronte alle esigenze della famiglia. I monaci del gruppo si dedicano a lavori e mansioni che pure concorrono al sostentamento della comunità. Le famiglie vivono in spazi propri, con celle arredate personalmente dai singoli monaci, a cui si aggiungono una cucina e un refettorio. Esiste anche un refettorio comune, che viene utilizzato da tutte le famiglie solo durante le grandi festività. Per quanto riguarda gli edifici religiosi, essi vengono usati in comune da tutti i singoli gruppi. Ogni monastero è composto da tre fino a dodici presidenti con le relative famiglie; i presidenti formano un consiglio che nomina un proprio presidente, chiamato proistàmenos, che deve ricevere l'approvazione da parte del consiglio generale di tutti i conventi di Monte Athos; esso è responsabile dell'andamento del monastero in generale e delle relazioni con l'esterno.